# Zamek Maurów

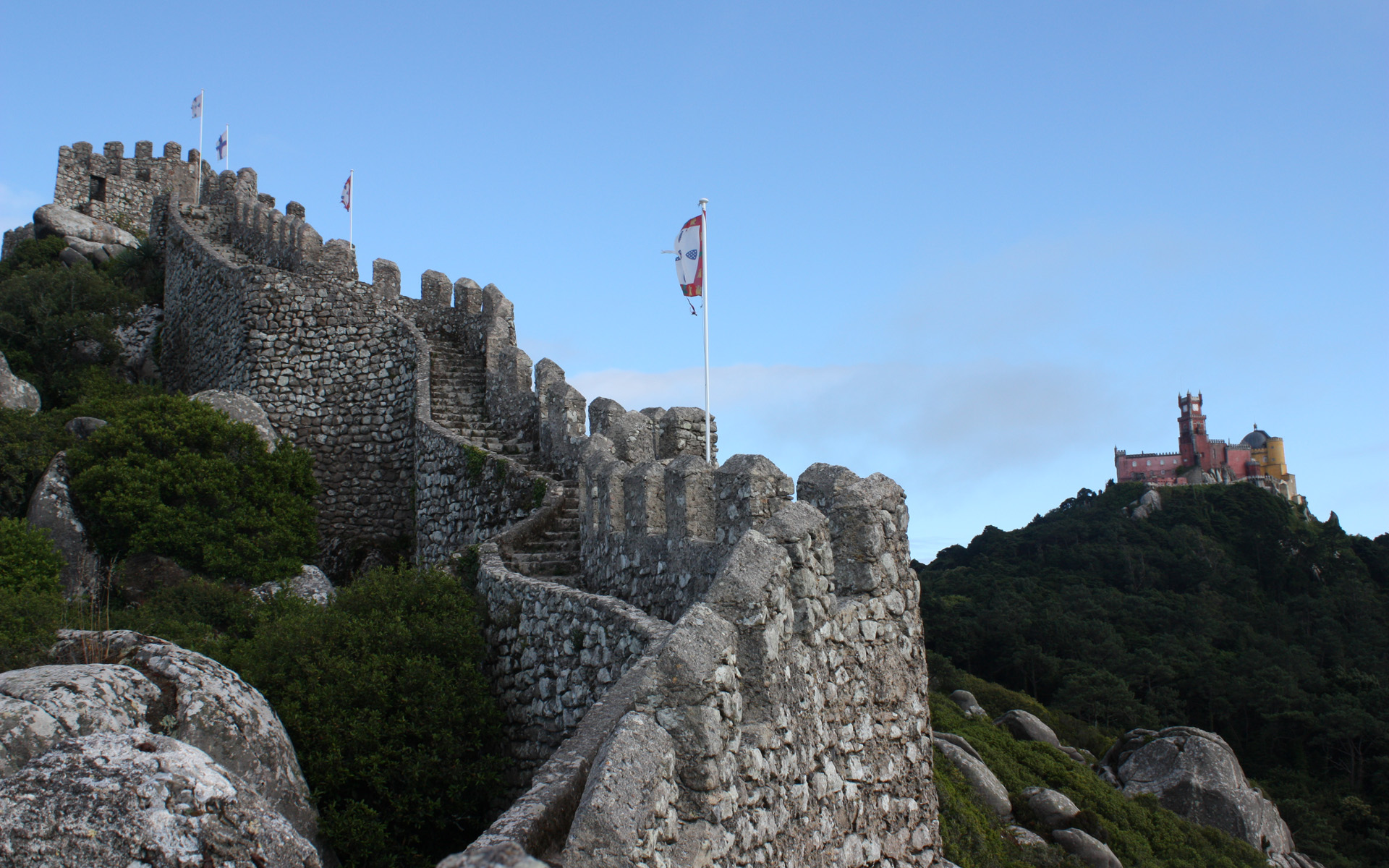
Mury Zamku Maurów, na drugim planie Pałac Pena

Zamek Maurów (port: Castelo dos Mouros) – wczesnośredniowieczny zamek, obecnie w znacznej części w ruinie, wznoszący się nad miastem Sintra w pobliżu Lizbony, w zachodniej Portugalii.
Zamek, wybudowany na terenie dwóch skalistych grzęd schodzących z gór Serra de Sintra, pochodzi z pierwszego okresu panowania Maurów na Półwyspie Iberyjskim w VIII wieku.
Był strategicznym miejscem w czasie trwania rekonkwisty. Około 1100 roku, podczas gdy Portugalia była jeszcze pod mauretańską dominacją, zamek kilkakrotnie zmieniał właścicieli: ani chrześcijańscy królowie podczas krucjat, ani emirowie arabscy nie mogli utrzymać tej twierdzy przez dłuższy czas. W 1108 roku norweski król Sigurd I Krzyżowiec zdobył zamek w drodze do Jerozolimy, jednak wkrótce znowu zajęli go Maurowie. Dopiero w 1147 r., po wielu próbach, zamek został ostatecznie zajęty przez pierwszego króla Portugalii Alfonsa Zdobywcę. Zamieniony w twierdzę, zamek stracił jednak strategiczne znaczenie, ponieważ po usunięciu Maurów nie było już potrzeby ochrony ludności w jego murach i dlatego został opuszczony.
Zamek został nabyty, podobnie jak Pałac Pena, w 1838 r. przez Ferdynanda II Koburga, króla małżonka królowej Portugalii Marii II. Kazał on zalesić okoliczne tereny i przywrócił średniowieczne mury do życia, nadając jej nową funkcję romantycznej ruiny.
Ostatnia renowacja ruin zakończyła się w 1940 r., podczas uroczystości z okazji założenia Portugalii. Ze szczytu murów można podziwiać Sintrę i jej pałac, Pałac Pena, wybrzeże Oceanu Atlantyckiego, plażę das Maçâs, miasta Ericeira i Mafra oraz pokryte wiecznie zieloną roślinnością Góry Sintra.
Zamek, wzniesiony na nieregularnym planie dostosowanym do ukształtowania wzgórza, otoczony jest podwójnym ciągiem kamiennych murów obronnych. Wewnętrzny pas murów wieńczy blankowanie, a ich właściwości obronne zwiększa pięć ufortyfikowanych wież. Na terenie zamku znajduje się kamienna cysterna zasilana ze źródła, które później zostało ujęte w wodociąg, poprowadzony do pałacu w Sintrze.
Po zdobyciu Lizbony w 1147 r. król Alfons I kazał zbudować wewnątrz murów romańską kaplicę pod wezwaniem św. Piotra (port. São Pedro). Jej ślady zachowały się w pobliżu bramy zamkniętej arabskim łukiem w kształcie podkowy i pozostałości domów. W kaplicy tej zachowało się dwoje interesujących romańskich drzwi, a w prezbiterium ślady fresków. Obejrzeć można także kilka grobowców, będących pozostałościami dawnej średniowiecznej nekropolii.
Od 1910 r. zamek jest klasyfikowany jako Pomnik Narodowy, a od 1995 r. jest częścią Krajobrazu Kulturowego Sintry, wpisanego na listę UNESCO.
Obiekt przystosowany jest do zwiedzania. Jest jednym z głównych celów turystycznych w Sintrze.